# Аль-Мансур аль-Хусейн
Аль-Мансур аль-Хусейн I бін аль-Касім (араб. المنصور الحسين بن القاسم; 1669–1720) – імам Ємену, онук імама Мухаммеда аль-Муайяда бін-аль-Мансура. Правив у суперництві з іншими претендентами на імамат.